# Kronicles
Kronicles були андеграундним музичним гуртом протягом багатьох років, в основному, відомі своїм альтернативним агресивним рок-звучанням у з потужним живим виконанням. На початку 2011 року гурт вирішив відпочити від гастролей і почати експериментувати в студії. В результаті був однозначно створене унікальне звукове звучання, у стилі «рок з домішками електронних / дабстеп підтекст». Новий жанр створив такий шум, що він отримав увагу багатьох відомих гуртів. Деякі називають Kronicles піонером в цьому новому жанрі, який вони називають Rockstep.
У 2011 році Kronicles підписали з Sound Records контракт. Випустили свій EP під назвою «Illuminate» у вересні 2012 року. Гурт грав на розігріві й разом з такими гуртами, як Breaking Benjamin, Skillet і Whosoevers за участю Сонні з POD і глави з KORN.